# 心腹会
心腹会（しんぷくかい）は、徳島県徳島市鷹匠町に本部を置く暴力団で、指定暴力団六代目山口組の二次団体。構成員は約50人。
1967年12月、三代目山口組の尾崎彰春が、安原会（会長：安原政雄）解散の後、解散反対派を集めて結成した。

## 歴代会長
- 初代 - 尾崎彰春（本名は尾崎昭治）2019年12月死去、89歳。
心腹会は名門であり、芸能界が一時期暴力団との縁を切ろうとした際、三代目山口組組員らが俳優の鶴田浩二を暴行し負傷させるなどして阻止したが、これに尾崎彰春も実行犯として加わっていたなどの経歴がある。
- 二代目 - 尾崎勝彦（初代の実子）

## 当代
- 三代目：小林良法[1]（1964年〈昭和39年〉7月19日生[2]（60歳））

## 最高幹部
三代目心腹会
- 会長 - 小林良法